# Robert Burns (költő)
Robert Burns (1759. január 25. – Dumfries, 1796. július 21.) skót költő, dalszerző.
Skócia nemzeti költőjének tartják. Ő a scots nyelven alkotó költők közül a legismertebb, habár sok munkája angolul is megjelent. Skót kulturális ikonként ünnepelték a 19. és a 20. század folyamán Skóciában és a világon szétszóródott skót közösségekben egyaránt.
A romantika korszakának egyik legjelentősebb képviselője. Halála után a liberalizmus és a szocializmus alapjait letevők számára is inspirációt jelentettek írásai. Szabadkőműves volt.

## Élete
Szegény bérlő fia volt, apja mezei munkára fogta, de azért aránylag jó nevelést adott neki. Addison, Shakespeare, Pope és különösen Allan Ramsay, valamint a hazájabeli mondák és dalok olvasgatása korán felébresztették benne a költői hajlamot. Az eke mellett népies dalokat költött és dalai révén csakhamar ismeretté vált a nép előtt. Később rossz társaságba került és rossz híre kerekedett. 1781-ben el is hagyta Skóciát és Jamaikába szerződvén mint ültetvényes felügyelő, hogy az úti költséget előteremtse, 1786-ban Kilmarnockban egy kötet verset adott ki, mely rendkívül nagy tetszést aratott. Amikor éppen hajóra akart szállni, meghívást kapott Edinburghba, ahol egy évnél tovább maradt, megismerkedett Walter Scott-tal, pártfogókra talált és mindenféle kitüntetésekben részesült. 
Azután hazament, feleségül vette régi szeretőjét, Jane Armourt, s 1788-ban hivatalnok lett, s pártfogói segítségével egy kis bérletet szerzett Ellislandban, Dumfries mellett. De új hivatala és rendszertelen életmódja folytán nem foglalkozhatott bérleményével úgy, amint kellett volna és azt végül is abbahagyta. 1791 végétől Dumfriesben egy kis házikóban húzta meg magát és családját adóhivatalnoki kis fizetéséből és politikai lapokba írt radikális cikkeinek honoráriumából tartotta el. E közben ivásra adta magát, gyöngélkedett és búskomorságba esett. 
Halála után családja megsegítése céljából barátja, Currie adta ki műveit összegyűjtve és életrajzzal ellátva (4 kötet, Liverpool, 1880).

## Munkássága
1786-ban jelent meg az elismerést hozó Versek, nagyobbrészt skót népnyelven című kötete. Több száz új dalt írt, valamint régi skót népdalokat formált újjá. Költészete erőteljesen önéletrajzi jellegű, környezetének spontán eseményei mind gazdag, lírai nyelven szólalnak meg (Az árpaföldön; Egy egérhez; Nyugati szél; A vidám koldusok). Költői önarcképének versei a Földmíves volt az apám, Egy dalnok sírfelirata. Burns a parasztköltő, a skótok legnagyobb nemzeti költője. Költészetének központi műfaja a dal (Auld Lang Syne; John Anderson, szívem John).

## Film az életéről
Robert Burns (Red Rose) címmel 2004-ben 107 perces angol filmdrámát készítettek az életéről. A film rendezője: Robbie Moffat, a főbb szerepekben: Michael E. Rodgers (Robert Burns), Lucy Russell (Jean Armour), Rebecca R. Palmer (Maria Riddell) és James Watson (Lewars) láthatók.

## Emlékezete

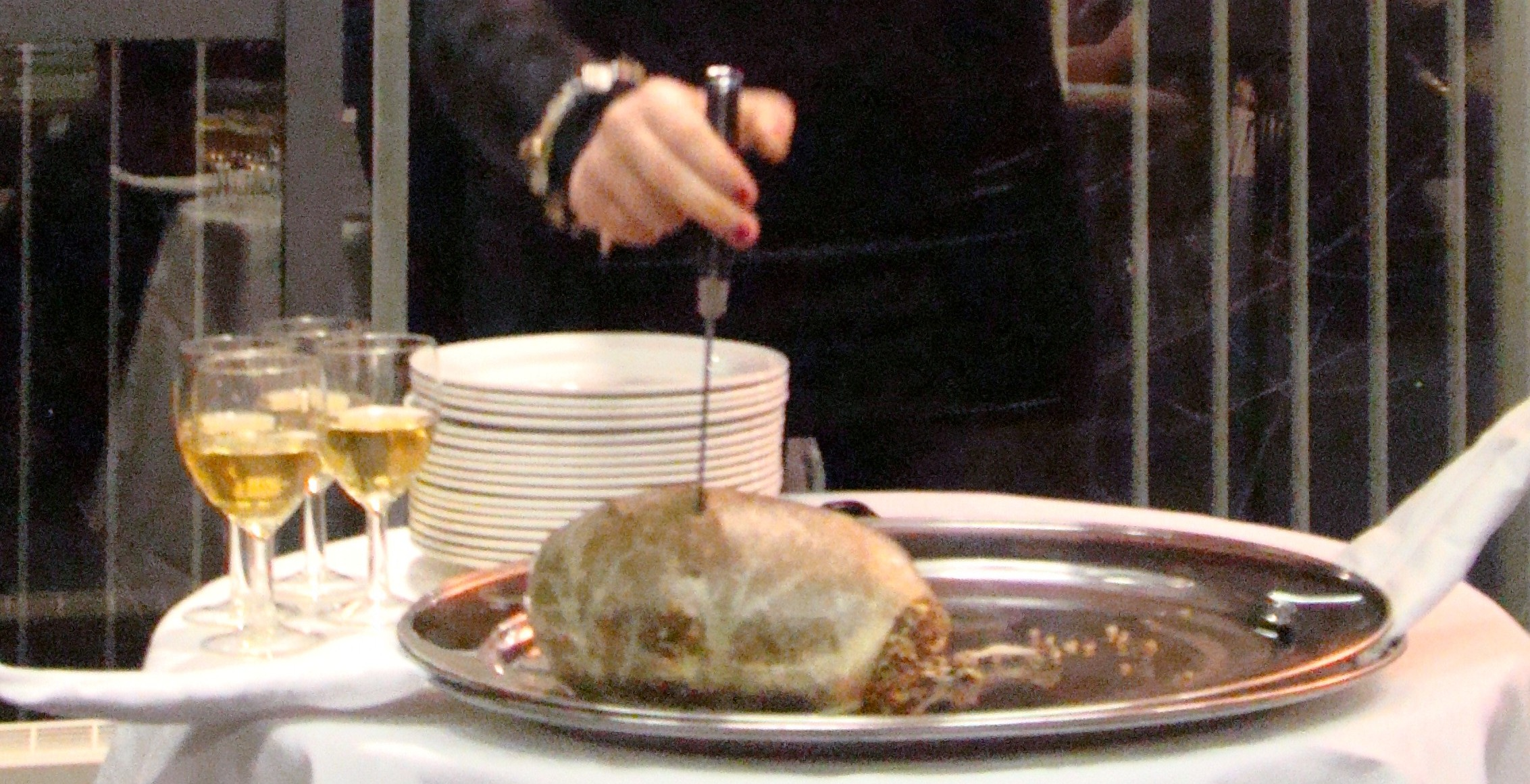
Hagyományos haggis felvágása

Robert Burns születése napján megtartott Burns-vacsorákon (Burns Supper) hagyományosan csak haggis-t esznek. A születésnap alkalmából rendezett ceremónián Skócia-szerte a hagymával, zabliszttel, árpával és faggyúval elkevert, finomra vagdalt birkaszívvel, -tüdővel és -májjal töltött főtt birkabendőt tálalnak fel. A költő ódát írt a haggis-nak nevezett népi ételhez.

## Magyarul
- Szász Károly műfordításai. Heine, Moore, Burns; Ráth, Bp., 1873
- Burns Róbert költeményei; ford. Lévay József; Kisfaludy-Társaság, Bp., 1892
- Robert Burns válogatott versei; szerk. Kéry László, Kormos István; Szépirodalmi, Bp., 1952
- Robert Burns válogatott versei; vál. Kormos István, ford. Arany János et al.; Ifjúsági, Bp., 1956 (A világirodalom gyöngyszemei)
- Válogatott versek; ford. Arany János et al., bev., jegyz. Kéry László, szerk. Kéry László, Kormos István; Európa, Bp., 1959 (A világirodalom klasszikusai)
- Piros, piros rózsa. Válogatott versek; ford. Arany János et al.; Magyar Helikon–Európa, Bp., 1966
- A vidám koldusok; ford. Szabó Lőrinc, jegyz. Kéry László; Magyar Helikon–Európa, Bp., 1967
- Robert Burns versei; ford. Arany János et al.; Európa, Bp., 1972 (Lyra mundi)
- A vidám koldusok. Kantáta; zene Cserháti Csedy István, hangszerelte Dávid András, ford. Szabó Lőrinc; Ratkó József Közművelődési Egyesület, Hatvan, 1991
- Skót balladák / Robert Burns versei; vál., szerk. Ferencz Győző; Sziget, Bp., 2006 (Sziget verseskönyvek)